# Капопонте (Парма)
Капопонте је насеље у Италији у округу Парма, региону Емилија-Ромања.
Према процени из 2011. у насељу је живело 93 становника. Насеље се налази на надморској висини од 360 м.